# Heinrich Grunewald
Heinrich Grunewald (* 8. Mai 1905 in Hanau-Kesselstadt; † 19. Juni 1975 in Palma de Mallorca) war ein deutscher Jurist und Landrat des Landkreises Frankenberg.

## Leben
Heinrich Grunewald war ein Sohn des Postsekretärs Johann Friedrich Grunewald und dessen Ehefrau Amalie Therese Holland. Nach dem Studium der Rechtswissenschaften folgte 1933 die Große juristische Staatsprüfung mit anschließender Übernahme als Gerichtsassessor. Zum 1. Februar 1933 war Grunewald in die NSDAP eingetreten (Mitgliedsnummer 1.445.609) und wurde Kreispropagandaleiter im Kreis Frankenberg.
Von Mitte Oktober 1934 an war er in der Kommunalverwaltung beschäftigt, zunächst als juristischer Hilfsarbeiter im Landratsamt Freienwalde und Landratsamt Hersfeld. Am 1. November 1936 kam er zur Regierung Erfurt und wurde dort Regierungsrat (1. November 1937) und Oberregierungsrat (12. August 1938). Am 8. September 1938 wurde er mit der kommissarischen Verwaltung des Landratsamtes Frankenberg beauftragt und am 22. Juni 1939 definitiv zum Landrat ernannt. Er wurde im Juni 1940 zunächst für den Kriegsdienst freigestellt und konnte nach seiner UK-Stellung im Jahr darauf seine Dienstgeschäfte wieder aufnehmen. Er amtierte bis Kriegsende 1945 als Landrat und wurde im Rahmen der Entnazifizierung durch Hermann Geschwind abgelöst, den die amerikanische Besatzungsmacht am 2. Mai 1945 als Landrat einsetzte.